# Provincia di Bioko Sud
La provincia di Bioko Sud è una delle otto province della Guinea Equatoriale, di 34.674 abitanti, che ha come capoluogo Luba.
Si trova nella parte meridionale dell'isola di Bioko. È limitata a nord dalla provincia di Bioko Nord e ad ovest, sud ed est dal golfo di Guinea.

## Geografia fisica
Si trova tra 3°25' N e 8°25' E, nel golfo di Guinea, a circa 50 km dalle coste del Camerun.

## Società

### Evoluzione demografica
La popolazione nel 2001, era di 29.034 abitanti, secondo la Direzione Generale di Statistica della Guinea Equatoriale.

## Geografia antropica

### Suddivisioni amministrative
La provincia è costituita dai seguenti comuni e distretti.

#### Comuni
- Luba
- Riaba

#### Distretti
- Luba (con 21 Consigli di Villaggio)
- Riaba (con 14 Consigli di Villaggio)